# Corioliseffect

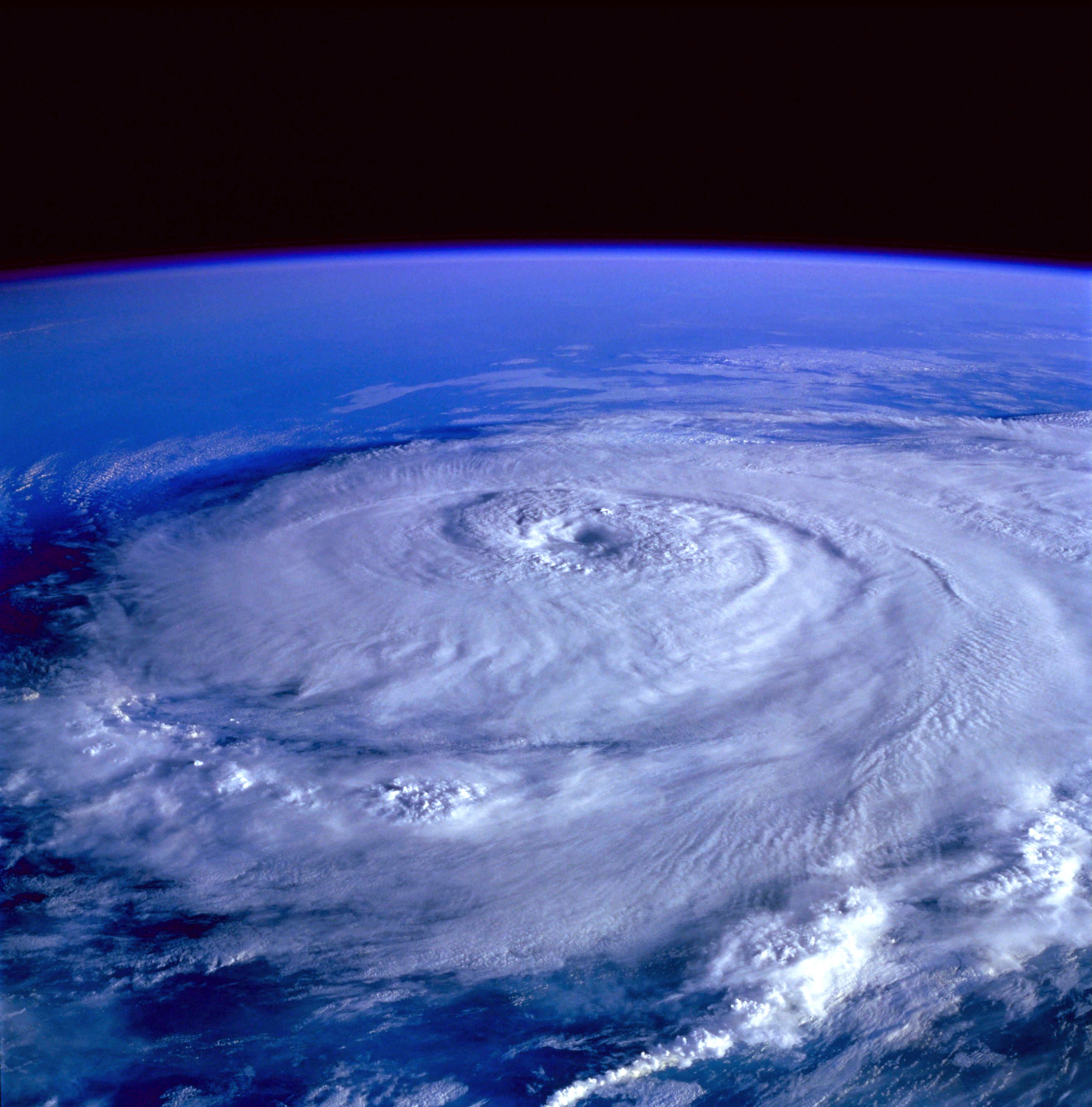
Het corioliseffect zichtbaar bij de orkaan Elena.

Het corioliseffect, genoemd naar de Franse ingenieur Gustave-Gaspard Coriolis, die het in 1835 voor het eerst beschreef, verklaart de afbuiging van de baan van een voorwerp dat beweegt in een roterend systeem. Het is vooral duidelijk bij de beweging van wolkenmassa's rond een lagedrukgebied die niet recht naar het centrum stromen maar eromheen cirkelen. Op het noordelijk halfrond gebeurt dit tegen de wijzers van de klok in, op het zuidelijk halfrond met de wijzers mee. Dit staat bekend als de wet van Buys Ballot. Een hogedrukgebied kent hetzelfde effect met een draaiing in tegengestelde zin.

## Inleiding

Het corioliseffect: 1x bekeken vanuit een inertiaalstelsel en 1x vanuit een meedraaiend stelsel.

Voor verandering van snelheid is een kracht nodig. Een lichaam dat op Aarde naar het zuiden of naar het noorden beweegt, ondervindt een geringe maar meetbare dwarskracht. Dicht bij de noordpool beschrijft een stilstaand lichaam, als gevolg van de draaiing van de Aarde, in 24 uur maar een klein cirkeltje; op de evenaar legt het in een etmaal 40.000 km af. Een lichaam dat van een pool naar de evenaar gaat, beweegt dus steeds sneller, en die versnelling kost kracht. Die kracht heet de corioliskracht.
Snelheid is een vectoriële grootheid, een grootheid die gekenmerkt wordt door een grootte en een richting. Als een van deze elementen verandert, treedt er een versnelling op. Bij een punt dat met constante hoeksnelheid op een cirkel beweegt, blijft de grootte van de omtreksnelheid steeds gelijk, maar de richting verandert voortdurend. Deze verandering wordt veroorzaakt door de middelpuntzoekende versnelling.
Als een punt zich verplaatst binnen een roterend systeem in een richting die niet evenwijdig is met de rotatieas, treedt er altijd een verandering op van de grootte en/of de richting van zijn absolute snelheid, dus een versnelling. Als deze versnelling een component heeft die loodrecht staat op de rotatieas – dus als de afstand tot de rotatieas verandert, is deze component de coriolisversnelling.
Als een punt beweegt ten opzichte van een ander bewegend systeem, onderscheidt men 
- de absolute baan: de baan binnen het vaste systeem. De snelheid en versnelling volgens deze baan zijn de absolute snelheid {\displaystyle v_{a}} en absolute versnelling {\displaystyle a_{a}};
- de relatieve baan: de baan beschreven ten opzichte van het bewegend systeem. De snelheid en versnelling volgens deze baan zijn de relatieve snelheid {\displaystyle v_{r}} en relatieve versnelling {\displaystyle a_{r}};
- de snelheid en de versnelling van het punt van het bewegend systeem waarop het beschouwde punt zich bevindt is de sleepsnelheid {\displaystyle v_{s}} en sleepversnelling {\displaystyle a_{s}}.

De tweede wet van Newton,
{\displaystyle \sum {\vec {F_{i}}}=m{\vec {a}}}
legt een verband tussen krachten en versnelling. Deze wet geldt echter in een inertiaalsysteem of vast systeem, d.w.z. een systeem zonder versnelling, een systeem in rust of bewegend met een constante snelheid (constant in richting én grootte). Bekeken vanuit een systeem in rust, is elk punt in een roterend systeem minstens onderworpen aan een middelpuntzoekende versnelling. Een roterend systeem is dus geen inertiaalsysteem.
Waardoor deze coriolisversnelling optreedt, kan gedemonstreerd worden aan de hand van het tweedimensionale voorbeeld uit de onderstaande figuren. Een schijf roteert met hoeksnelheid {\displaystyle \omega }. Iemand staat in het punt {\displaystyle P_{1}} van de schijf op een afstand {\displaystyle r_{1}} van het middelpunt, en loopt in de tijd {\displaystyle \Delta t} met een constante snelheid {\displaystyle v_{r}} ten opzichte van de schijf naar een punt {\displaystyle P_{2}} op een afstand {\displaystyle r_{2}} van het middelpunt. 
In {\displaystyle P_{1}} is zijn omtreksnelheid {\displaystyle v_{s,1}}. Als hij in {\displaystyle P_{2}} aankomt, heeft hij een evenredig grotere omtreksnelheid {\displaystyle v_{s,2}} en is de schijf gedraaid, zodat het punt {\displaystyle P_{2}} zich in {\displaystyle P'_{2}} in het vaste stelsel bevindt. Doordat zijn afstand tot het rotatiecentrum van {\displaystyle r_{1}}  toegenomen is tot {\displaystyle r_{2}}, is zijn omtreksnelheid toegenomen van {\displaystyle v_{s,1}} tot {\displaystyle v_{s,2}}. Deze toename met {\displaystyle \Delta v_{s}} betekent een versnelling in de richting van {\displaystyle v_{s}}. Voor constante {\displaystyle v_{r}} en hoeksnelheid {\displaystyle \omega } kan deze versnelling berekend worden als:
{\displaystyle {\frac {\Delta v_{s}}{\Delta t}}={\frac {(r_{2}-r_{1})\,\omega }{(r_{2}-r_{1})/v_{r}}}=v_{r}\omega }
Deze versnelling is dus het gevolg van de verandering van {\displaystyle r}.
Bijn aankomst in {\displaystyle P_{2}} loopt de man, binnen het vaste systeem, niet meer in de oorspronkelijke richting van {\displaystyle P_{2}}, maar in de richting van {\displaystyle P_{2}'}. 
De richting van {\displaystyle v_{r}} is veranderd. Ook dit vraagt een versnelling, loodrecht op {\displaystyle v_{r}}, dus ook in de richting van {\displaystyle v_{s}}. De grootte {\displaystyle \Delta v_{r}} van de verschilvector is:
{\displaystyle \Delta v_{r}=2v_{r}\sin(\omega \Delta t/2)}
Voor kleine hoeken is {\displaystyle \sin \theta \approx \theta }, zodat voor kleine {\displaystyle \Delta t} geschreven kan worden:
{\displaystyle \Delta v_{r}=v_{r}\omega \Delta t}
De versnelling ten gevolge van deze verdraaiing is dus:
{\displaystyle {\frac {\Delta v_{r}}{\Delta t}}=v_{r}\omega }
Zo komt men in het totaal aan {\displaystyle 2v_{r}\omega }. Dit is de versnelling gezien door een waarnemer in het vaste systeem. Ze wordt meestal de complementaire versnelling genoemd.
Geheel analytisch is de afleiding als volgt. Zonder verlies van algemeenheid wordt de oorsprong in het middelpunt van de schijf gekozen en start de man op {\displaystyle t=0} met lopen in de x-richting. Zijn positie wordt dan beschreven door:
{\displaystyle {\vec {r}}(t)=v_{r}t\,{\vec {e}}_{\text{rad}}(t)}
met
{\displaystyle {\vec {e}}_{\text{rad}}(t)=(\cos(\omega t),\sin(\omega t))}
de eenheidsvector in radiale richting. Daarvoor geldt:
{\displaystyle {\frac {\mathrm {d} {\vec {e}}_{\text{rad}}(t)}{\mathrm {d} t}}=\omega \,{\vec {e}}_{\text{tan}}(t)}
met
{\displaystyle {\vec {e}}_{\text{tan}}(t)=(-\sin(\omega t),\cos(\omega t))}
de eenheidsvector in tangentiële richting.
en
{\displaystyle {\frac {\mathrm {d} {\vec {e}}_{\text{tan}}(t)}{\mathrm {d} t}}=\omega \,(-\cos(\omega t),-\sin(\omega t))=-\omega \,{\vec {e}}_{\text{rad}}(t)}
De snelheid van de man is:
{\displaystyle {\vec {v}}(t)={\frac {\mathrm {d} {\vec {r}}(t)}{\mathrm {d} t}}=v_{r}{\frac {\mathrm {d} t\,{\vec {e}}_{\text{rad}}(t)}{\mathrm {d} t}}=v_{r}{\vec {e}}_{\text{rad}}(t)+v_{r}\omega t\,{\vec {e}}_{\text{tan}}(t)}
en zijn versnelling:
{\displaystyle {\vec {a}}(t)={\frac {\mathrm {d} {\vec {v}}(t)}{\mathrm {d} t}}=v_{r}\omega \,{\vec {e}}_{\text{tan}}(t)+v_{r}\omega \,{\vec {e}}_{\text{tan}}(t)-v_{r}\omega ^{2}t\,{\vec {e}}_{\text{rad}}(t)=}
{\displaystyle =2v_{r}\omega \,{\vec {e}}_{\text{tan}}(t)-\omega ^{2}{\vec {r}}(t)}
Deze bestaat uit twee componenten: de eerste term is de tangentieel gerichte cororiolisversnelling en de tweede term de radiaal gerichte centripetale versnelling.
Als men wil dat een punt volgens een rechte lijn naar buiten beweegt op een draaiend plateau, moet er dus een zijdelingse kracht op dat punt werken. Als die zijdelingse kracht niet geleverd wordt, zal het punt in de tegengestelde zin afbuigen. Wiskundig betekent het dat er in de relatieve versnelling, de versnelling gezien door de waarnemer in het bewegend systeem, een term moet komen die juist het tegengestelde is van de complementaire versnelling, zodat de som van beide 0 is. De man in het bewegend systeem kent dus aan het punt een versnelling {\displaystyle -2v_{r}\omega } toe. Het is deze versnelling, zoals waargenomen door de waarnemer in het bewegend systeem, die de coriolisversnelling genoemd wordt.
Om deze afbuiging te kunnen verklaren, zal de waarnemer in het bewegend systeem stellen dat er in zijn systeem op alle bewegende massa's een kracht werkt die hun baan doet afbuigen. Die kracht zal hij de corioliskracht noemen. Deze corioliskracht behoort tot wat men schijnkrachten (of traagheidskrachten of pseudokrachten) noemt, omdat hij niet uitgeoefend wordt door een ander voorwerp maar eerder een wiskundige compensatie is bij het opschrijven van de wet van Newton in een niet-inertiaalsysteem. In een inertiaalsysteem moet men schrijven:
{\displaystyle \sum {\vec {F_{i}}}=m({\vec {a_{r}}}+{\vec {a_{s}}}+{\vec {a}}_{\text{comp}})}
Het invoeren van een middelpuntvliedende kracht en een corioliskracht komt er wiskundig op neer dat men de termen {\displaystyle m(a_{s}+a_{\text{comp}})}, die de dimensie hebben van een kracht, naar het linkerlid overbrengt en die dan als een echte kracht gaat interpreteren. Deze interpretatie komt meer overeen met onze ervaring. Als een auto met hoge snelheid een bocht neemt, voelen we ons naar buiten gedrukt. Ook behoren krachten meer tot ieders begrippenkader dan versnellingen. Een uitleg in termen van pseudokrachten is daardoor begrijpelijker, dan een beschrijving vanuit een inertiaalstelsel.
Het belangrijkste voorbeeld van het corioliseffect in de praktijk is het effect dat de draaiing van de aarde heeft op bewegende lucht, dat wil zeggen op de wind. Door het corioliseffect gaat de wind niet meer rechtuit ten opzichte van het aardoppervlak, maar vertoont de lucht een draaiing. Het effect is omschreven in de Wet van Buys Ballot.
Een eenvoudiger voorbeeld vormden de beschietingen door de Duitsers van Parijs vanuit Coucy (120 km NO van Parijs). Terwijl de kanonskogel door de lucht vloog, bleef de wereld eronderdoor draaien, en als men hiermee geen rekening hield zorgde dit ervoor dat de kanonskogel 393 m te kort en 1343 m te veel naar rechts terechtkwam.
Het bijzondere gedrag van de slinger van Foucault heeft ook te maken met het corioliseffect.

## Biljartbal op een draaiende tafel
Het corioliseffect is het eerst in 1835 beschreven door de Franse wetenschapper Gustave-Gaspard Coriolis. Hij bestudeerde de beweging van biljartballen op een ronddraaiende tafel, zoals geïllustreerd in de animatie.

Biljartbal op een draaiende tafel

De bovenste animatie toont een bovenaanzicht van de draaiende plaat. De waarnemer (u, de lezer) bevindt zich in een stilstaand coördinatensysteem. De zwarte biljartbal rolt, vanuit u gezien, in een rechte lijn over de plaat. De zwarte bal beschrijft de baan die verwacht wordt, namelijk als een eenparige, rechtlijnige beweging. De plaat draait als het ware onder de biljartbal door. Hierbij wordt aangenomen dat de rollende biljartbal zich verplaatst als een object dat zonder wrijving over de plaat glijdt.
Op de onderste figuur wordt de situatie getoond, gezien vanuit een waarnemer die zich op de plaat bevindt, de rode stip. Deze waarnemer draait mee met de draaiing van de plaat en bevindt zich dus in een roterend coördinatensysteem. Voor deze waarnemer ziet het eruit alsof de biljartbal eerst naar hem toe komt rollen. Daarna wijkt de biljartbal af, en lijkt het of er een onverklaarbare kracht op werkt. De baan die de biljartbal over de draaiende plaat beschrijft, wordt aangegeven door de gekromde gele lijn. Van buiten het systeem gezien is deze lijn gewoon een rechte lijn.

## Algemene beschrijving
Voor het algemene driedimensionale geval wordt de coriolisversnelling gegeven door een vectorieel product:
{\displaystyle {\vec {a_{c}}}=-2{\vec {\omega }}\times {\vec {v_{r}}}}
Als men de eenheidsvectoren volgens de cartesische assen voorstelt door {\displaystyle {\vec {i}},{\vec {j}},{\vec {k}}}, kan dit uitgewerkt worden als:
{\displaystyle {\vec {a_{c}}}=-2{\begin{vmatrix}{\vec {i}}&{\vec {j}}&{\vec {k}}\\\omega _{x}&\omega _{y}&\omega _{z}\\v_{rx}&v_{ry}&v_{rz}\end{vmatrix}}}
{\displaystyle =-2((\omega _{y}v_{rz}-\omega _{z}v_{ry}){\vec {i}}+(\omega _{z}v_{rx}-\omega _{x}v_{rz}){\vec {j}}+(\omega _{x}v_{ry}-\omega _{y}v_{rx}){\vec {k}})}
De grootte van het resultaat is gegeven door:
{\displaystyle a_{c}=2\,\omega \,v_{r}\sin {\theta }}
met {\displaystyle \theta } de hoek tussen {\displaystyle \omega } en {\displaystyle v_{r}}.
De richting is zo dat {\displaystyle a_{c}} loodrecht staat op het vlak bepaald door {\displaystyle \omega } en {\displaystyle v_{r}}, en met een zin die overeenkomt met de beweging van een rechtsdraaiende schroef (of kurkentrekker) bij draaien over de kleinste hoek van het eerste argument ({\displaystyle -\omega }) naar het tweede ({\displaystyle v_{r}}).
Voor bewegingen op het aardoppervlak betekent dit dat de coriolisversnelling voor een beweging volgens de evenaar, loodrecht staat op het aardoppervlak. Bij een beweging naar het oosten zal een voorwerp iets opgelicht worden, bij een beweging naar het westen iets neergedrukt worden. Dit staat bekend als het eötvöseffect. Bij een Noord-Zuid-verplaatsing is {\displaystyle a_{\text{cor}}=0} omdat {\displaystyle v_{r}} dan evenwijdig is met {\displaystyle \omega }.
Bij bewegingen rond de polen ligt de coriolisversnelling ongeveer evenwijdig met het aardoppervlak. Bij de polen is het effect dus het sterkst.
Als men te maken heeft met een verplaatsing in een horizontaal vlak en men is alleen geïnteresseerd in de component van de coriolisversnelling in dat vlak, dan kan men die verkrijgen door te rekenen met de component van {\displaystyle \omega } loodrecht op dat vlak. Dit levert qua grootte:
{\displaystyle a_{c}=2\,\omega \,v_{r}\sin {\varphi }}
met {\displaystyle \varphi } de breedtegraad waarop dit horizontale vlak zich bevindt.
Voor de polen is {\displaystyle \varphi =90^{\circ }} en dus {\displaystyle \sin \varphi =1}; voor de evenaar is {\displaystyle \varphi =0} en {\displaystyle \sin \varphi =0}. Dit geldt nu echter voor alle richtingen van een snelheid op de evenaar.

## Het corioliseffect in de atmosfeer

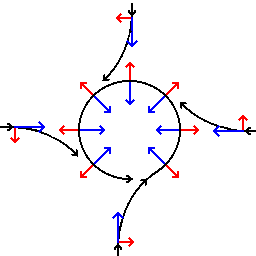
Schematisch overzicht van stroming rond een lagedrukgebied op het noordelijk halfrond van de aarde. De luchtdrukverschilkracht is weergegeven met blauwe pijltjes, de tendens van het corioliseffect, steeds haaks op de bewegingsrichting, met rode pijltjes.

Deze formule kan nu toegepast worden voor het verklaren van de draaiende wolkenmassa's bij een lagedrukgebied. Bij een lagedrukgebied stroomt de lucht in eerste instantie naar het centrum van de depressie, maar ondervindt daarbij een coriolisversnelling loodrecht op deze richting, waardoor de lucht gaat cirkelen rond het lagedrukgebied. Voor een waarnemer in het roterende systeem is er bij deze cirkelbaan een evenwicht tussen de corioliskracht naar buiten en de kracht naar binnen door het drukverschil. Voor een stilstaande waarnemer wordt de nodige middelpuntzoekende kracht door het drukverschil geleverd.
Dit patroon van afbuiging, en de richting ervan, wordt de wet van Buys Ballot genoemd. Volgens de vroegere Vlaamse weerman Armand Pien, kan men de draaizin hiervan gemakkelijk onthouden door te formuleren dat, op ons noordelijke halfrond, de wind rond een Hogedrukgebied in de richting van de wijzers van een Horloge draait.

## Corioliseffect en wastafels
Het feit dat water door een afvoer ook altijd met een draaiende beweging wegloopt, wordt niet veroorzaakt door het corioliseffect. Een verkeerd begrip van de grootte van het effect, heeft geleid tot het broodjeaapverhaal dat op het noordelijk halfrond het water in alle wastafels de ene kant op zou draaien, en op het zuidelijk halfrond de andere kant op.
Vergeleken met de draaiingen die normaliter voorkomen (zoals banden van een auto, een cd, of een leeglopende wastafel), is de draaisnelheid van de aarde zeer traag,  namelijk slechts één omwenteling per dag. Het effect speelt daardoor in de praktijk geen rol in de draairichting waarin het water uit een badkuip of wastafel wegloopt. Het kan echter, door een zeer zorgvuldig experiment waarbij alle andere (oorzaken van) draaiingen worden uitgesloten, wél worden aangetoond. De draairichting van het water in een leeglopende badkuip of wastafel wordt in de praktijk bepaald door allerhande toevallige invloeden, zoals de rotatie die al in het water aanwezig is, de wijze waarop de stop uitgetrokken wordt, of door een helling van de bodem rond de afvoeropening.

## Toepassing in meettechniek
Het corioliseffect wordt, onder andere, gebruikt in de meet- en regeltechniek om massadebieten te meten. De meter bestaat uit een of meer U-vormige buizen die in trilling gebracht worden. Dit is een heen en weer roteren volgens een as in het vlak van de U. Door het corioliseffect zal bij doorstromen van een massa het ingaande been van de meetbuis in trilling achterblijven op die van het uitgaande been. Het faseverschil tussen in- en uitgaand deel blijkt nu rechteventredig te zijn met het massadebiet en kan eenvoudig omgezet worden in een signaal dat verder verwerkt kan worden.
De coriolis-massadebietmeter is een praktische methode om rechtstreeks massadebiet te meten. Het voordeel van een coriolis-massadebietmeter is dat deze zuiver massadebiet meet, onafhankelijk van mediumeigenschappen. Hierdoor kan met een hoge nauwkeurigheid het massadebiet van zowel gassen als vloeistoffen gemeten worden. Goed geconstrueerd kan een coriolismeter zo nauwkeurig zijn dat hij ijkwaardig is.
Het corioliseffect wordt ook toegepast in de versnellingssensoren in het ABS-systeem van voertuigen. Deze sensoren meten de versnelling rond specifieke assen van het voertuig om het uitbreken of omrollen van een voertuig te registreren. Dit is meetbaar door het uit fase lopen van een of meer geëxciteerde systemen van veren en capaciteiten als gevolg van het corioliseffect.

## Ballistiek
Bij het afvuren van projectielen over een aanzienlijke afstand moet er rekening worden gehouden met de draaiing van de aarde. Tijdens de vluchtfase beweegt het projectiel in een rechte lijn (invloed van zwaartekracht en luchtweerstand voor nu even verwaarloosd). Omdat zowel het wapen als het doelwit met de vaste aarde meedraaien, moet om het doelwit te raken het wapen niet precies op het doelwit worden gericht, maar moet zodanig gericht worden dat het projectiel en het doelwit gelijktijdig op hetzelfde punt zullen arriveren. Dit effect kan zo groot zijn dat het in de ballistiek (met name de uitwendige ballistiek) moet worden meegenomen in de berekeningen.

De blauwe stip geeft een object weer dat over en weer wordt gegooid. Tijdens de vlucht is het object vrij; er werkt geen kracht op, en het object beweegt dus in een rechte lijn

Van een projectiel dat afgeschoten wordt, verwacht men een rechtlijnige beweging. In het draaiende coördinatensysteem lijkt die beweging langs een gekromde lijn te verlopen. Om dat te ondervangen worden er termen voor een "middelpuntvliedende kracht" en een "corioliskracht" toegevoegd aan de bewegingsvergelijkingen. Wanneer de passende coriolisterm is toegevoegd, is de voorspelde beweging ten opzichte van het draaiende coördinatensysteem precies zo gekromd dat het weer correspondeert met de feitelijke rechtlijnige beweging. Op die manier kan het doel precies geraakt worden.

## Vrije coriolisbeweging op een parabolische draaitafel

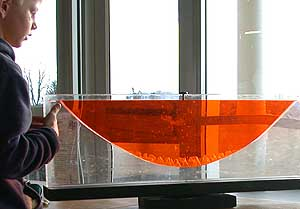
Het oppervlak van een vloeistof die aan het draaien is gaat naar een parabolische vorm.

Om zuiver het corioliseffect te laten zien, wordt een speciaal type draaitafel gebruikt. Deze draaitafel heeft een rand, en kan met vloeistof worden gevuld. Als de vloeistof draait neemt ze de vorm aan van een parabool. Met een vloeistof die uithardt, bijvoorbeeld een synthetische hars, kan een permanente parabolische draaitafel worden gemaakt. Voor elke molecule aan het oppervlak van de vloeistof geldt dat het een druk moet ondergaan vanwege de omringende moleculen, zodanig dat de verticale component van deze druk het gewicht kan opvangen en de horizontale component de normale versnelling levert. Op deze manier is de invloed van normale versnelling en gewicht uitgeschakeld en zal bij een beweging langs dit oppervlak alleen nog de coriolisversnelling spelen.
Van cilinders droogijs kunnen schijfjes worden gezaagd, die als een soort ijshockeypucks, maar dan veel kleiner, over het oppervlak van de parabolische draaitafel zweven. De pucks zweven omdat ze, gedragen op een laagje verdampende kooldioxide, net loskomen van het oppervlak, zodat de pucks vrijwel wrijvingsloos kunnen bewegen. Legt men zo'n puck in de parabolische draaitafel, dan zal die blijven liggen, zoals ook de moleculen aan het oppervlak in evenwicht blijven.
Om ook een beeld te krijgen van  de bewegingen van de puck gezien vanuit een meedraaiend perspectief is er een videocamera aan de draaitafel bevestigd die alles recht van boven opneemt. Deze draaitafelopstelling, met een paraboolvormige draaitafel die in het midden ongeveer een centimeter dieper is dan aan de rand, wordt aan het Massachusetts Institute of Technology gebruikt voor onderwijsdoeleinden.

Schematisch beeld van een harmonische oscillatie op een paraboolvormig oppervlak. De kromming van het oppervlak is overdreven.

Wanneer de puck wordt losgelaten vanaf de rand van een stilstaande draaitafel, zonder een duwtje te krijgen, begint de puck in een rechte lijn heen en weer te bewegen. Deze heen en weer beweging is een harmonische trilling. De periode van deze harmonische trilling is dezelfde als de periode van rotatie van de draaitafel toen die werd gefabriceerd.
Wanneer de puck beweegt in een draaiende tafel, zou die, als de beweging werkelijk wrijvingsloos is, nog steeds een rechte moeten beschrijven. In de praktijk zal de rechte na enige tijd overgaan in een ellips. Men kan ook van bij het begin een ellipsvormige baan krijgen door de puck met een kleine zijdelings snelheid te lanceren.
Wanneer de puck voor de vaste waarnemer een ellipsvormige baan doorloopt, blijkt dat op de beelden van de meedraaiende video-camera een kleine cirkel te zijn. De diameter is het verschil tussen grote en kleine as van de ellips, de excentriciteit van de ellips. Voor elke complete rondgang van de ellipsvormige baan zijn er twee rondgangen van de kleine cirkel. Op de beelden van de meedraaiende videocamera ziet het eruit alsof een enkele "corioliskracht" de puck dat kleine cirkeltje laat volgen. Dat kleine cirkeltje wordt een 'inertiecirkel' genoemd. Als de absolute beweging een rechte is door het centrum, is de inertiecirkel het grootst en gaat dan door het centrum van de tafel.

Ellipsvormige baan van een puck op een paraboolvormig oppervlak

Een ellipsvormige baan gezien door een videocamera die meeroteert